# Polistes bicolor
Polistes bicolor är en getingart som beskrevs av Amédée Louis Michel Lepeletier 1836.
Polistes bicolor ingår i släktet pappersgetingar och familjen getingar. Inga underarter finns listade i Catalogue of Life.